# 篠原登

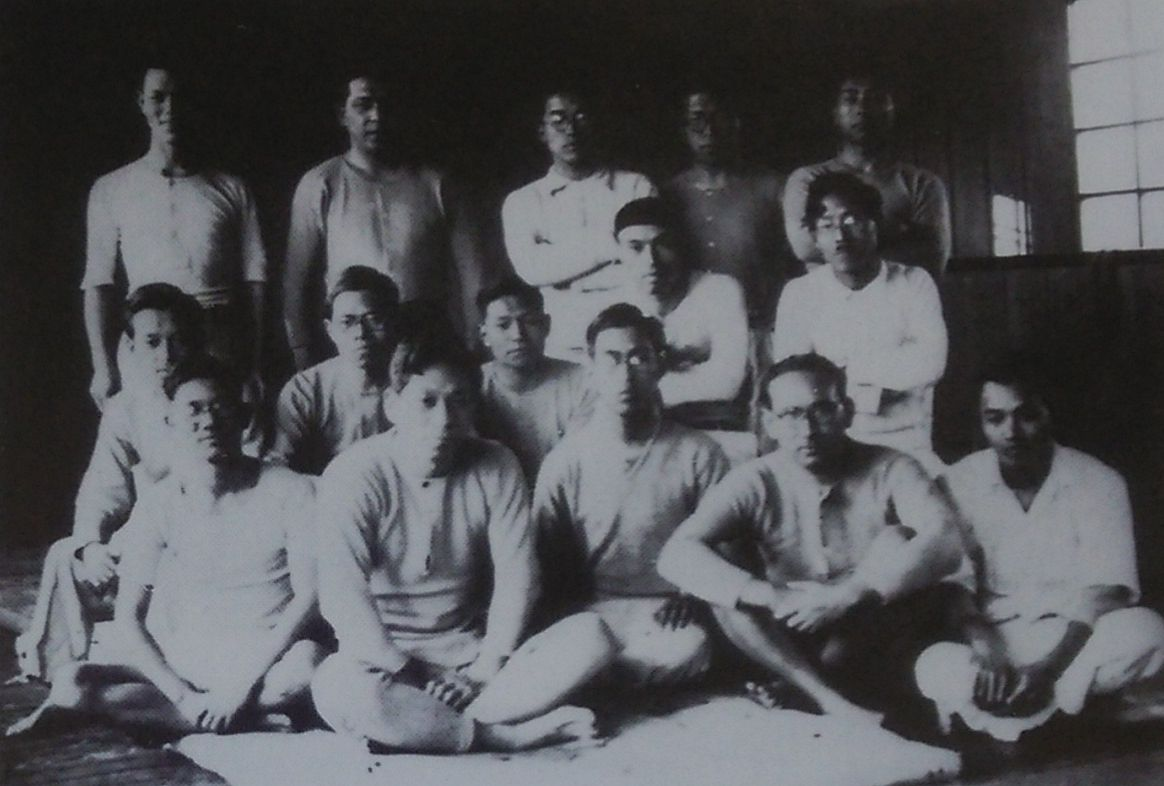
望星学塾での篠原（前列右から2番目）と松前重義（前列左から2番目）

篠原 登（しのはら のぼる、1904年11月27日 - 1984年10月16日）は、日本の政府高官・科学者・教育者・工学博士。東海大学学長、科学技術庁顧問などを務めた。

## 来歴・人物
本籍・出身山梨県北巨摩郡明野村（現・北杜市）。
代々山梨県につづく裕福な家庭に生まれる。登の父・璐太郎は篠原家の長男で、当時の日本では家業を継ぐのが習わしであったが、どうしても東京に出て学問の道に進みたいと実家の援助をすべて断り魚屋で丁稚奉公をしながら東京帝国大学を卒業、最後の勤務地は北海道で最高裁判所裁判官まで務めた。また、日本聖公会に属する敬虔なクリスチャンであり、登も父の影響を受けて少年時代に洗礼を受けている。
東京帝国大学工学部電気工学科を卒業。逓信省工務局に入省。初代科学技術事務次官。
松前重義と共に、長距離通信回線用無装荷ケーブルおよびこれに適用する搬送式通信方式を発明し、日本の通信技術の進化に大きく貢献した。
逓信省時代27歳で世界的大発明無装荷ケーブルを完成させた。これで日本～ハルピン間3000キロの長距離ケーブルを敷いて勲章をもらった。そのほか電灯線利用の農村電話とか、16件もの特許を持っている。
また、松前の同志として学校法人東海大学の創設に尽力し、工学部長、学長、副理事長を歴任、1952年には常務理事に就任した。
上皇明仁が皇太子のころ、科学技術についてご進講していた。
生前は敬虔なクリスチャンであった。
親戚の話によると、政治家になる事には全く興味がなく、表に出て目立つことも好まなかったという。
『随筆集「ひとりの心」』（1968年）には、第二次世界大戦には一貫して反対の姿勢を貫いたことが綴られている。
同じく反対を表明した知人、友人は、拷問や投獄された後、亡くなるなどの末路を辿っており、その時の無念さを記している。
本来喫煙が許されていない電車内で米国軍人がタバコを吸っていたのを見た時には、英語で注意をしたというエピソードがあり、その人柄が垣間見える。
その随筆集に英語が苦手だったと書いているが、ドイツ語と比べてという意味と思われる。
生前会員であった山人会の1965年（昭和38）山人会報18号にも人柄を窺わせるエピソードが掲載されている
。
特殊法人理研の設立に当たり、科学技術庁長官三木武夫と共に、同事務次官篠原登など（このほか、法務、大蔵、文部、通産の各事務次官らに加え、 倉田主税、川北禎一、渋沢敬三、原安三郎ら財界人）27名が設立委員として任命されている。

## 略歴
- 1929年（昭和4年）3月 - 東京帝国大学工学部電気工学科を卒業後、同年5月-逓信省工務局に入る。
- 1932年（昭和7年）3月 - 逓信省逓信技師を経て、昭和12年8月-調査課係長になる。
- 1937年（昭和12年）12月 - 長距離通信回線用無装荷ケーブル及び之に適用する搬送式通信方式を発明し勲六等単光旭日章を受ける。
- 1939年（昭和14年）4月 - 東北帝国大学の工学博士号取得。
- 1940年（昭和15年）3月 - 浜松高等工業学校教授、10月-逓信省工務局調査課長、東京工業大学講師。
- 1942年（昭和17年）4月 - 技術院参技官
- 1943年（昭和18年）11月 - 通信院工務局調査課長。
- 1944年（昭和19年）
  - 5月 - 東京帝国大学第二工学部講師になる。
  - 6月 - 大河内に行政査察使随員を命じる。
- 1945年（昭和20年）
  - 8月 - 通信復興本部員になる。
  - 9月 - 通信院工務局長と逓信院の電気通信技術者資格検定委員長を併任。
- 1946年（昭和21年）
  - 3月 - 戦災復興院特別建設委員
  - 8月 - 逓信省特別復興本部長
  - 11月 - 逓信省回線統制本部長と第92回帝国議会逓信省所管事務政府委員。
- 1947年（昭和22年）
  - 6月 - 逓信省電気通信施設事務所長
  - 10月 - 同省超短波施設建設部本部長。
- 1948年（昭和23年）
  - 7月 - 逓信省東新聞超短波建設部長
  - 10月 - 同省電気通信学園建設本部長副本部長。
- 1950年（昭和25年）
  - 3月 - 電気通信大学教授
  - 5月 - 東海大学理事
  - 7月 - 電気通信省運営審議会委員。
- 1954年（昭和29年）4月 - 東海大学工学部長。
- 1956年（昭和31年）
  - 5月 - 科学技術庁次長
  - 6月 - 総理府原子燃料公社設立委員
  - 8月 - 内閣発明奨励審議会会長。
- 1961年（昭和36年）
  - 1月 - 経済企画庁海外経済協力基金設立委員
  - 5月 - 科学技術庁顧問。
- 1965年（昭和40年）4月 - 科学技術会議議員及び学校法人東海大学事務局長。
- 1967年（昭和42年）4月 - 学校法人東海大学副理事長。
- 1969年（昭和44年）11月 - 東海大学大学院運営副委員長及び工学研究科委員長。
- 1971年（昭和46年）4月 - 東海大学大学院運営委員長。
- 1975年（昭和50年）1月 - 東海大学学長。
- 1980年（昭和55年）10月 - 東海大学名誉教授。
- 1984年（昭和59年）10月16日 - 死去。

## 受章歴・叙勲歴
- 勲六等単光旭日章 1937年（昭和12年）12月（長距離通信回線用無装荷ケーブル及びこれに適用する搬送通信方式の発明により）
- 東日・大毎通信賞 1939年（昭和14年）5月（無装荷ケーブルによる搬送電信電話方式完成の功により）
- 浅野博士奨学祝金賞 1944年（昭和19年）1月（無装荷ケーブル方式にかかわる鉛被紙搬送海底ケーブルの設計により）
- 正五位 1945年（昭和20年）8月
- 勲四等瑞宝章 1945年（昭和20年）9月
- 勲二等旭日重光章 1972年（昭和47年）3月
- 従三位 1984年（昭和59年）10月

## 進学にまつわるエピソード
- 中学校の上級生ころから高等学校へ入学するころは、哲学に興味を持ち多くの本を読んでいたため、先輩から将来は哲学者になったらどうかとすすめられていた。
- 父は法律を学び当時裁判所の判事をしていたため、できるなら法律を学ぶようにすすめていたが、それを強いることはなく、本人の意思を尊重した。
- 数学や物理化学がわりに得意だったことと、英語が不得手だったため高等学校ではドイツ語を専攻したが、そのころドイツ語を選んだ生徒は医学部を志望する人がほとんどだったなど、様々な理由から東大の医学部に願書を提出した。ところが卒業する頃になって人体解剖を思い出し、医科に入学願書を提出してしまったことを非常に後悔し、おそるおそる高校の校長や教頭に落第を歎願する。当初は「落第は許さぬ、どうしても卒業させる」といわれるが、それでも熱心に頼み込んだところ、教頭から歎願書に「格別の詮議」という文句を入れてくれとの要望があったので提出し、受理される。
- 格別の詮議でようやく落第を許してもらい、三年生を二回やり、工学へ進む科目の勉強をする。ところが翌年の入学試験を受ける段になって、ひどい感冒にかかり、試験は受けるが望みは達せられなかった。
- ぼんやりしているわけにもいかないので、その年は駒場の農科（東京帝国大学農学部）に籍をおき、その翌年、工科の電気を受け直した。
- このことを本人は、「文・法・理・医・農・工とあらゆる科目にふれて、廻ってきたのが電気である。いくら廻り道をしたにもせよ、これは私に幸いしているとそう考えている。」と『随筆集「ひとりの心」』（1968年） に書いている。

## 著書
- 『光電管一基の性質用途及び応用』1〜2（コロナ社、1931年、篠原登、Campbell Ritchie 共著）
- 『回線鋼及び瀘波器』1〜3（コロナ社、1935－1936年、篠原登、シアー 共著）
- 『有線電波伝送学』（コロナ社、1937年）
- 『有線通信概要』（コロナ社、1941年、共著）
- 『有線通信技術講習録』（オーム社、1942年）
- 『有線放送（科学技術叢書）』（春陽堂、1944年、共著）
- 『有線電波伝送学（上）』（コロナ社、1947年）
- 『随筆集「ひとりの心」』（1968年）

## 備考
- 東海大学では1984年に篠原登賞が制定されており、学業成績、人物共に優秀な者に授与されている。
- 湘南校舎4号館にある中央図書館には創立者である松前と篠原の記念文庫「松前・篠原文庫」がある。その他、古い時代の写本や古文書、広い分野の図書・雑誌、視聴覚資料を収蔵しており、総蔵書数は図書約52万冊、雑誌約6000種、視聴覚資料約9000点に及ぶ。